# Krabach/Ravensteiner Bach
Koordinaten: 50° 45′ 19″ N, 7° 24′ 44″ O
Das Naturschutzgebiet Krabach/Ravensteiner Bach liegt auf dem Gebiet der Stadt Hennef im Rhein-Sieg-Kreis in Nordrhein-Westfalen.
Das Gebiet erstreckt sich südlich von Merten, einem Ortsteil der Gemeinde Eitorf, zwischen Niederscheid im Norden und dem südlich gelegenen Meisenbach – beide Ortsteile von Hennef – entlang des Krabachs und des Ravensteiner Baches. Nördlich des Gebietes fließt die Sieg, südlich verlaufen die Landesgrenze zu Rheinland-Pfalz und die B 8.

## Bedeutung
Das etwa 205,8 ha große Gebiet wurde im Jahr 2008 unter der Schlüsselnummer SU-116 unter Naturschutz gestellt.